# کورتیس (دهانه)
کورتیس یک دهانه برخوردی در ماه‌ است.